# Lisa OS
Lisa OS — операционная система, разработанная компанией Apple для персонального компьютера Lisa, который был выпущен в 1983 году. Lisa OS была первой операционной системой с графическим пользовательским интерфейсом, которая была коммерчески успешной.

## История
Lisa OS была написана на языке Pascal и использовала файловую систему MFS, которая была прообразом современной файловой системы HFS. Операционная система поддерживала многозадачность и файл подкачки (виртуальную память), а также предоставляла набор приложений для решения прикладных задач, таких как текстовый процессор, электронная таблица, графический редактор и программа для управления базами данных.
Lisa OS была инновационной операционной системой, которая оказала большое влияние на развитие персональных компьютеров. Она представила множество новых функций и возможностей, которые впоследствии стали стандартом для операционных систем.